# TPX2
TPX2（Targeting protein for Xklp2）は、ヒトではTPX2遺伝子にコードされるタンパク質である。紡錘体の組み立てに関わる多くの因子のうちの1つであり、M期における微小管の組み立てと成長に重要な役割を果たす。

## 重要なドメイン
TPX2には、微小管への局在を媒介する2つのNLS含有ドメインが、1つがN末端ドメインに、そしてもう1つはC末端ドメインに存在することが報告されている。TPX2のC末端ドメインはNLSに加え、タンパク質の2/3以上を占めるタンデムリピートから構成されており、主にαヘリックスから構成されることが計算機解析から予測されている。この領域は、非構造領域によって隔てられた、保存性残基からなる5つのクラスター（α3からα7）へと分けられる。α3からα6は全て中心部にαヘリックス領域が存在し、続いて特徴的な"FKARP"モチーフが存在する。α7は他の領域よりも長く、長いαヘリックスはコイルドコイルを形成することが予測されている。TPX2のC末端の35アミノ酸は四量体型キネシンEg5との相互作用を担う。
TPX2にはKENボックスモチーフ（K-E-N）が1つ（アミノ酸87番）、Dボックスモチーフ（R-X-X-L）が3つ（119、341、708番）が存在する。どちらのモチーフもAPC/CによるTPX2の調節と分解に重要であると考えられており、これらのモチーフの変異によってAPC/Cによるユビキチン化に対する抵抗性が生じるのが一般的である。一方、TPX2のN末端の83アミノ酸もAPC/Cの活性化因子であるCdh1による認識に関与している。

## 微小管重合における役割
TPX2は微小管結合タンパク質として振る舞い、M期の間は紡錘体微小管と共局在していることがいくつかの生化学的アッセイによって示されている。TPX2は微小管核形成に関与しており、インポーチンによって調節されている。
TPX2はGTP結合型Ran（RanGTP）による微小管核形成過程に必要とされる。このことはアフリカツメガエルXenopus laevis卵抽出液を用いたin vitroでの実験と、HeLa細胞を用いたin vivoでの実験の双方で実証されている。TPX2はオーロラAキナーゼのリクルートと活性化にも重要である。オーロラAはTPX2のリン酸化を担い、細胞増殖に必要不可欠である。核内移行因子であるインポーチンαの存在下では、TPX2はインポーチンαに結合することでオーロラAへの結合は防がれ、微小管核形成は阻害されているが、N末端ドメインを介して微小管への結合を行うことはできる。RanGTPによってインポーチンαが取り除かれることで、TPX2に対する阻害は解除される。遊離したTPX2の活性にはRanGTPは必要ではなく、外因性のRanGTPが存在せず、内在性のRanGTPが枯渇した状態でもTPX2は微小管重合を誘導することが示されている。
TPX2が微小管核形成を促進する機構は未解明である。TPX2は微小管の重合や脱重合の際、微小管末端でチューブリンサブユニットの解離を直接抑制していることが蛍光顕微鏡観察で確認されている。また、TPX2は遊離チューブリンサブユニットを隔離し、複数のサブユニットからなる小さなチューブリン複合体の核形成を行うことで、遊離チューブリンの実効濃度を低下させている。TPX2は微小管末端で隣接するチューブリンとの結合安定性をランダムに高めることにより、チューブリンの速度論を抑制していることが計算機シミュレーションから提唱されている。
TPX2はクロマチン依存的な紡錘体組み立てに重要であることが示されている。中心体の複製が行われている場合で、逆平行に束化した微小管列を持つ安定した双極型紡錘体を形成するためにはTPX2が必要である。より具体的には、TPX2はAugminと協働して微小管重合時の微小管の分枝に寄与し、微小管の量を増加させるとともに極性を維持する。TPX2による分枝核形成はRanGTPが存在しない場合でも観察されるが、RanGTPとTPX2の双方が存在する場合には、より広い扇型構造の微小管枝が形成される。また、分枝形成の速度もRanとTPX2の双方が存在することでRan単独の場合よりも高くなる。
微小管の分枝核形成に必要なTPX2の領域は、C末端側（アミノ酸319番から716番）に位置する。分枝核形成にはドメインα5–7が最低限必要とされ、α3–4は核形成効率を高める役割を果たす。また、N末端側領域も反応効率を高める。TPX2のα5–7には、γ-TuRC（γ-tubulin ring complex）核形成活性化モチーフであるSPMやγTuNAとの類似性を示す保存性領域が存在する。SPM様モチーフはα5ドメインに存在し、γTuNA様モチーフもα5ドメインに始まりSPM様モチーフと重複する位置に存在する。これら2つのモチーフが存在しない場合、in vitroでの微小管核形成は観察されなくなるが、微小管結合能は維持されている。分枝核形成の促進には、他にα5とα6のFKARPモチーフも必要不可欠である。さらに、α7ドメインのαヘリックス領域、そしてEg5と相互作用するC末端残基も重要である。このようにドメインα5–7は微小管の分枝核形成に重要であるが、この領域だけでは微小管核形成活性を持たない。
微小管への結合とバンドリングに関しては、in vitroで有意な活性を示すためにはドメインα3–7のうちいずれか3つが少なくとも必要である。さらに、これらのドメインは協働的に微小管結合とバンドリングを媒介している可能性が高く、ドメインの付加や除去によってその能力に非線形的な変化が引き起こされる。

## オーロラAキナーゼの活性化
TPX2はN末端の43アミノ酸の配列を用いてオーロラAキナーゼの触媒ドメインに結合し、キナーゼを活性型コンフォメーションに固定することで活性化を行う。具体的には、この相互作用によってキナーゼの活性化セグメントが基質結合に適したコンフォメーションとなり、また通常は露出してPP1による不活性化の標的となっている重要なリン酸化スレオニン残基が内部に埋め込まれた配置へと変換されることで、オーロラAは活性型コンフォメーションへと固定される。TPX2とオーロラAの間の認識は、cAMP依存性プロテインキナーゼの触媒コアとその隣接領域との間で行われるものと類似しており、キナーゼ調節の一般的様式であることが示唆される。活性化されたオーロラAはTPX2をリン酸化するが、オーロラAによるリン酸化がTPX2の活性にどのように影響を与えているのかは不明である。

## 卵割の停止における役割
内在性レベルの4倍のTPX2を2細胞期の割球に注入すると、卵割の停止が誘導される。この作用はTPX2のC末端のアミノ酸471–715番の働きによるものであり、最後の35アミノ酸が絶対的に必要とされる。細胞質分裂が失敗している間も、DNA合成と有糸分裂のサイクルは継続される。しかし、細胞は紡錘体の分離を行うことができず、双極型紡錘体や紡錘体中央部のmidzoneと呼ばれる領域の形成や、この領域での複合体形成が行われない。分裂溝の陥入は主にmidzoneからのシグナルによって開始されるため、紡錘体チェックポイントを活性化することができないことがこうした表現型の原因となっている可能性がある。こうした細胞では双極型紡錘体が形成される代わりに2つの紡錘体極が並んで位置する状態となり、極間微小管によって生み出される押す力に異常がみられる。
卵割の停止はTPX2がモータータンパク質Eg5を結合できないことが機械的原因であり、この相互作用にはTPXのC末端の35アミノ酸が必要とされる。TPX2とともにEg5が注入された場合、分裂溝の進行の停止は解除され、陥入が観察される。このことからは、TPX2のC末端はEg5を介した機構によって紡錘体極の移動を調節していることが示唆される。

## Xklp2との結合
TPX2が微小管に結合した際には、プラス端指向性モータータンパク質であるXklp2をリクルートする。このタンパク質は有糸分裂の早期段階に必要であり、紡錘体極や星状体の微小管マイナス端に局在する。TPX2の微小管への局在と同様、このリクルート過程もRanGTPには依存していない。

## 細胞周期中での調節
同調したHeLa細胞を用いた、細胞周期を通じたTPX2遺伝子のmRNA発現の解析からは、TPX2の発現はG2/M期に高まり、G1期の開始に伴って劇的に低下し、そしてS期の開始に伴って増加して次のG2/M期にピークに達することが明らかにされている。このことは、S期抽出物中のTPX2の安定性はM期のものと比較して高く、その半減期が有意に長いという結果とも一致している。またTPXの急激な減少は、分裂期の紡錘体構造とダイナミクスの劇的な変化と一致している。
In vivoでの実験は全体として、TPX2がAPC/CCdh1経路によって調節されていることを示している。有糸分裂終結時のTPX2の不安定性と急激な減少は、有糸分裂の進行に重要であるAPC/Cのユビキチンリガーゼ活性とその活性化タンパク質であるCdh1の双方に依存している。この現象はCdh1がTPX2に直接結合することで引き起こされており、Cdc20やその他のAPC/CCdh1の基質による間接的な影響ではない。さらにCdh1とTPX2との相互作用は、有糸分裂時が終結するまでの間にみられるTPX2の安定性を生み出している。Cdh1のN末端領域（アミノ酸1–125番）は哺乳類細胞で発現した際にはドミナントネガティブ型変異体として作用し、競合的結合によってTPX2などAPC/CCdh1の基質を安定化する。

## 核内での役割
間期の間、TPX2はインポーチンα、βへの結合能力のため、核内に局在している。この現象はM期に作動するTPX2を間期に不活性化するための物理的機構となっていると考えられている。M期の間、TPX2はダイニンとダイナクチンに依存的な形で紡錘体の極に蓄積する。この局在機構は現在のところ未解明であるが、アフリカツメガエル卵抽出液中でTPX2は中心体の添加もしくはタキソールやDMSOなどの試薬の添加によって誘導された星状体の中心に蓄積する。またTPX2はインポーチンの存在下で精製微小管に結合することから、この機構はRanGTPには依存していないと考えられている。
TPX2の核内輸送は早期の紡錘体形成を防ぐためにTPX2を細胞質のチューブリンから隔離する役割を果たしていると考えられているが、TPX2の核内での役割も発見されている。そうした役割の1つはDNA損傷に関するものであり、TPX2を枯渇させた細胞では電離放射線処理後にγ-H2AX（リン酸化型H2AX。DNA損傷応答増幅のマーカーとして機能する）濃度が一過的に増加し、またTPX2の過剰発現によって電離放射線によって形成されるMDC1のfociの数やγ-H2AX濃度が減少する。TPX2はDNA二本鎖切断部位に蓄積し、γ-H2AXの増幅を制御するDNA損傷応答装置と結合する。しかしながら、TPX2が電離放射線依存的なγ-H2AX濃度の増加に対してどのように影響を及ぼしているのか、その正確な分子機構は未解明である。このDNA損傷応答における機能は分裂期の機能とは独立している。
電離放射線が存在しない場合には、TPX2はクロマチンと容易に結合する。こうした条件下でのTPX2の過剰発現は、DAPIによる核染色パターンの異常をもたらす。野生型細胞ではDAPIは均一に分布した染色パターンを示すのに対し、こうした細胞ではより構造化され、区画化された染色パターンを示す。また、非照射細胞でのTPX2の枯渇はγ-H2AX濃度に有意な変化を引き起こすことはないが、ヒストンH4K16のアセチル化レベル（DNA損傷応答時に生じる翻訳後修飾）が低下する。この変化は電離放射線照射の影響を受けないものの、γ-H2AXの減少との相関はみられる。53BP1の染色体切断部へのリクルートはH4K16のアセチル化状態に依存しているため、アセチル化の低下によってこのリクルートの欠陥が引き起こされる。γ-H2AXへの影響と同様、TPX2がどのようにH4K16のアセチル化状態に影響を及ぼしているかについての分子機構も未解明である。

## がんとの関係
TPX2は微小管重合や有糸分裂に重要な役割を果たしており、そのため肝細胞がん（HCC）、甲状腺髄様がん、膀胱がん、エストロゲン受容体陽性転移性乳がんで過剰発現し、腫瘍の成長と転移に寄与していることが知られている。HCCでは、TPX2の発現レベルは予後不良、転移、再発と相関していることが示されている。また、HCCにおけるTPX2に関する研究では、TPX2は腫瘍のスフェロイド形成を高め、そして細胞の成長阻害を弱めることで腫瘍形成と成長を促進していることが、TPX2に対するsiRNAを用いたノックダウン実験から示されている。
こうした理由により、TPX2は有糸分裂のエラーと腫瘍形成の関係の研究、そしてがんの新たな治療法開発において注目されている。これまで、HCC細胞においてin vitroでsiRNAによりTPX2を枯渇させる研究から、細胞の運動性と浸潤性（すなわち転移）を低下させ、またG1期からS期への移行に関与するタンパク質群を減少させる有意な効果がみられることが示されている。同様の結果は食道がんEC9706細胞でのTPX2の除去でも得られており、がん細胞の成長と浸潤能の低下が引き起こされる。また、子宮頸がんや前立腺がんでもTPX2 siRNAのトランスフェクションによる腫瘍成長の低下が観察されている。
肝臓がん細胞ではTPX2の枯渇はゲノム不安定性の増大と関連しており、多核化とDNA損傷が引き起こされる。一般的に、腫瘍細胞の多くではゲノム不安定性をもたらす変異が蓄積し、腫瘍のプロモーションや形質転換における利点がもたらされている一方で、染色体の高度な不安定性は細胞死をもたらすことで腫瘍抑制機構として作用する場合もあることが知られている。そのため、TPX2の枯渇によって有糸分裂時の異数性とゲノム不安定性を大きく増加させることで盛んに増殖している細胞を除去する、がんへの対する新たな治療標的となる可能性がある。

## 関連文献
- “Identification of genes (SPON2 and C20orf2) differentially expressed between cancerous and noncancerous lung cells by mRNA differential display”. Genomics 61 (1):  5–14. (October 1999). doi:10.1006/geno.1999.5939. PMID 10512675.
- “TPX2, A novel xenopus MAP involved in spindle pole organization”. The Journal of Cell Biology 149 (7):  1405–18. (June 2000). doi:10.1083/jcb.149.7.1405. PMC 2175143. PMID 10871281.
- “Large scale identification of human hepatocellular carcinoma-associated antigens by autoantibodies”. Journal of Immunology 169 (2):  1102–9. (July 2002). doi:10.4049/jimmunol.169.2.1102. PMID 12097419.
- “Human TPX2 is required for targeting Aurora-A kinase to the spindle”. The Journal of Cell Biology 158 (4):  617–23. (August 2002). doi:10.1083/jcb.200204155. PMC 2174010. PMID 12177045.
- “Chromosome-induced microtubule assembly mediated by TPX2 is required for spindle formation in HeLa cells”. Nature Cell Biology 4 (11):  871–9. (November 2002). doi:10.1038/ncb870. PMID 12389033.
- “hTPX2 is required for normal spindle morphology and centrosome integrity during vertebrate cell division”. Current Biology 12 (23):  2055–9. (December 2002). doi:10.1016/S0960-9822(02)01277-0. PMID 12477396.
- “repp86: A human protein associated in the progression of mitosis”. Molecular Cancer Research 1 (4):  271–9. (February 2003). PMID 12612055.
- “Structural basis of Aurora-A activation by TPX2 at the mitotic spindle”. Molecular Cell 12 (4):  851–62. (October 2003). doi:10.1016/S1097-2765(03)00392-7. PMID 14580337.
- “TOGp, the human homolog of XMAP215/Dis1, is required for centrosome integrity, spindle pole organization, and bipolar spindle assembly”. Molecular Biology of the Cell 15 (4):  1580–90. (April 2004). doi:10.1091/mbc.E03-07-0544. PMC 379257. PMID 14718566.
- “Large-scale characterization of HeLa cell nuclear phosphoproteins”. Proceedings of the National Academy of Sciences of the United States of America 101 (33):  12130–5. (August 2004). Bibcode: 2004PNAS..10112130B. doi:10.1073/pnas.0404720101. PMC 514446. PMID 15302935.
- “Receptor for hyaluronan-mediated motility correlates with centrosome abnormalities in multiple myeloma and maintains mitotic integrity”. Cancer Research 65 (3):  850–60. (February 2005). doi:10.1158/0008-5472.850.65.3. PMID 15705883.
- “Anaphase-promoting complex/cyclosome controls the stability of TPX2 during mitotic exit”. Molecular and Cellular Biology 25 (23):  10516–27. (December 2005). doi:10.1128/MCB.25.23.10516-10527.2005. PMC 1291225. PMID 16287863.
- “Expression of targeting protein for xklp2 associated with both malignant transformation of respiratory epithelium and progression of squamous cell lung cancer”. Clinical Cancer Research 12 (4):  1121–7. (February 2006). doi:10.1158/1078-0432.CCR-05-1766. PMID 16489064.
- “Phosphoproteome analysis of the human mitotic spindle”. Proceedings of the National Academy of Sciences of the United States of America 103 (14):  5391–6. (April 2006). Bibcode: 2006PNAS..103.5391N. doi:10.1073/pnas.0507066103. PMC 1459365. PMID 16565220.